# Emiliano Zapata los Molinos
Emiliano Zapata los Molinos är en ort i Mexiko.   Den ligger i kommunen Atlixco och delstaten Puebla, i den sydöstra delen av landet, 90 km sydost om huvudstaden Mexico City. Emiliano Zapata los Molinos ligger 1 976 meter över havet och antalet invånare är 643.
Terrängen runt Emiliano Zapata los Molinos är varierad, och sluttar söderut. Runt Emiliano Zapata los Molinos är det ganska tätbefolkat, med 222 invånare per kvadratkilometer. Närmaste större samhälle är Cholula, 16,0 km nordost om Emiliano Zapata los Molinos. Omgivningarna runt Emiliano Zapata los Molinos är en mosaik av jordbruksmark och naturlig växtlighet.